# Union Stade Français Paris Saint-Cloud 2009-2010
Questa voce raccoglie le informazioni riguardanti l'Union Stade Français Paris Saint-Cloud nelle competizioni ufficiali della stagione 2009-2010.

## Organigramma societario
Area direttiva
- Presidente: Claude Orphelin

Area organizzativa
- Team manager: Éric Salanoubat

Area tecnica
- Allenatore: Éric Salanoubat
- Allenatore in seconda: Fabien Lagard, Philippe Akalé, Fabrice Garin

Area sanitaria
- Preparatore atletico: Bakary Sissako

## Rosa
| N° | Nome                 | Ruolo | Data di nascita   | Nazionalità sportiva |
| -- | -------------------- | ----- | ----------------- | -------------------- |
| 1  | Michaela Doležalová  | S/O   | 12 giugno 1984    | Rep. Ceca            |
| 2  | Miléna Pantović      | C     | 14 ottobre 1979   | Serbia               |
| 3  | Justine Decamp       | L     | 1º gennaio 1990   | Francia              |
| 4  | Déborah Giaoui       | S     | 13 maggio 1980    | Francia              |
| 5  | Marielle Bousquet    | L     | 5 aprile 1985     | Francia              |
| 6  | Agnès Donzel         | P     | 6 febbraio 1989   | Francia              |
| 7  | Mégane Suc           | S     | 16 settembre 1990 | Francia              |
| 8  | Gorana Maričić       | S/O   | 8 agosto 1984     | Serbia               |
| 9  | Ruth Diboue          | C     | 15 maggio 1974    | Camerun              |
| 10 | Pauline Soullard     | C     | 24 aprile 1985    | Francia              |
| 11 | Aminata Camara       | C     | 22 settembre 1981 | Francia              |
| 12 | Alexandra Kapelovies | P     | 12 ottobre 1989   | Romania              |
| 14 | Flavia Weiler        | S     | 18 marzo 1992     | Francia              |